# Défifoo
 (août 2019).
Si vous disposez d'ouvrages ou d'articles de référence ou si vous connaissez des sites web de qualité traitant du thème abordé ici, merci de compléter l'article en donnant les références utiles à sa vérifiabilité et en les liant à la section « Notes et références ».
Défifoo est un jeu de société d'Olivier Finet qui repose sur des défis. Le but du jeu est d'amener son pion sur la dernière case du parcours après avoir relevé ces défis.
Le jeu a donné son nom à la maison d'édition de son auteur qui a publié par la suite plusieurs jeux en sac tissu de type varié.